# Robine Clignett
Robine Clignett (Den Haag, 1948) is een Nederlandse beeldend kunstenares, auteur, illustrator en (voormalig) docente.

## Biografie
Robine Clignett groeide op in een gezin waar veel aandacht werd besteed aan muziek, literatuur en beeldende kunst. Na haar propedeuse aan de Gerrit Rietveld Academie in 1967 volgde zij vanaf 1969 de opleiding grafisch ontwerpen aan de Koninklijke Academie van Beeldende Kunsten, waar ze in 1973 afstudeerde.
Haar eerste opdracht was het illustreren (in samenwerking met anderen) van de sprookjes van de gebroeders Grimm bij Lemniscaat (uitgeverij). Eind jaren zeventig en begin jaren tachtig maakte zij regelmatig tekeningen voor het platenlabel hatHut Records. In 1976 zorgde ze voor de illustraties in het boek The Hill of the Fairy Calf (The Legend of Knocksheogowna in Rhyme) van Charles Causley.
In Bologna won zij in 1986 met het boek Der Hut des Kaminfegers ('De hoge hoed van de schoorsteenveger') de eerste prijs van de kinderboekenbeurs.
Naast het werk in haar eigen atelier (van 1980 tot heden) en haar publicaties, werkte ze van 1988 tot en met 2009 als docent tekenen en 'beeld en tekst' aan de Koninklijke Academie van Beeldende Kunsten in Den Haag en van 2004-2005 als docent bij de Faculteit der Kunsten van de Universiteit Leiden.

## Werk
In het verleden werkte Robine Clignett voornamelijk met houtskool en krijt. Eind jaren negentig richtte ze zich meer op kleur en het werken met natuurlijke pigmenten. Hoewel haar werk doorgaans non-figuratief is, gebruikt ze contouren en figuren in haar werk die zijn ontleend uit de natuur.
In haar onderzoek naar het begrip 'kleur', worden faluröd (rode oker), outremer (ultramarijn & indigo), wijngaardzwart, loodwit en groen uiteengezet in een reeks bundels.

## Werk in collecties
- Stichting ABN AMRO Kunstverzameling, Amsterdam
- AkzoNobel Art Foundation, Amsterdam[4]
- Stichting Beeldende Kunst, Dordrecht
- Dordrechts Museum, Dordrecht
- Heden, Den Haag
- Morat Institut, Freiburg in Breisgau (Duitsland)
- Peter Blum, New York (Verenigde Staten)
- Privé collecties in binnen- en buitenland

## Publicaties 1973-1985
- De Hoge Hoed van de Schoorsteenveger, (Moon Press, 1985), Auteur
- Der Hut des Kaminfegers, BDV Basilius Verlag 1985, Auteur en illustraties
- De Schoen en de Hoed, (Moon Press, 1982), Illustraties
- De Kleine Grimm: 7 geliefde sprookjes van de gebroeders Grimm, (Lemniscaat, 1984), Illustraties
- Thomas Bimbam, (Kosmos, 1979), Auteur en illustraties
- Elfenheuvel: een Iers sprookje, (Lemniscaat 1976) vert. uit het Engels, Auteur en illustraties
- The Hill of the Fairy Calf (Charles Causley), Hodder; 1st edition (Augustus 1, 1976), Illustraties
- De geschenken van het kleine volkje (onder andere), (Lemniscaat, 1976), Illustraties